# Koło tętnicze mózgu

Schemat koła tętniczego mózgu (w górnej części schematu).

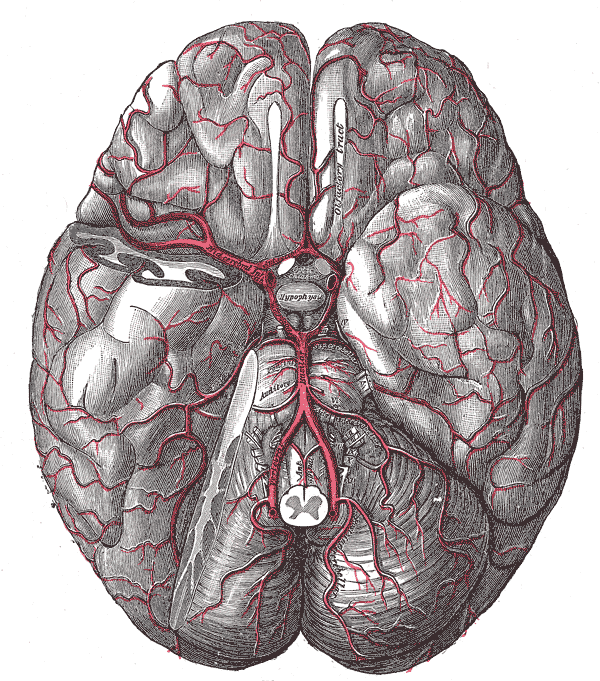
Unaczynienie tętnicze mózgowia ludzkiego.

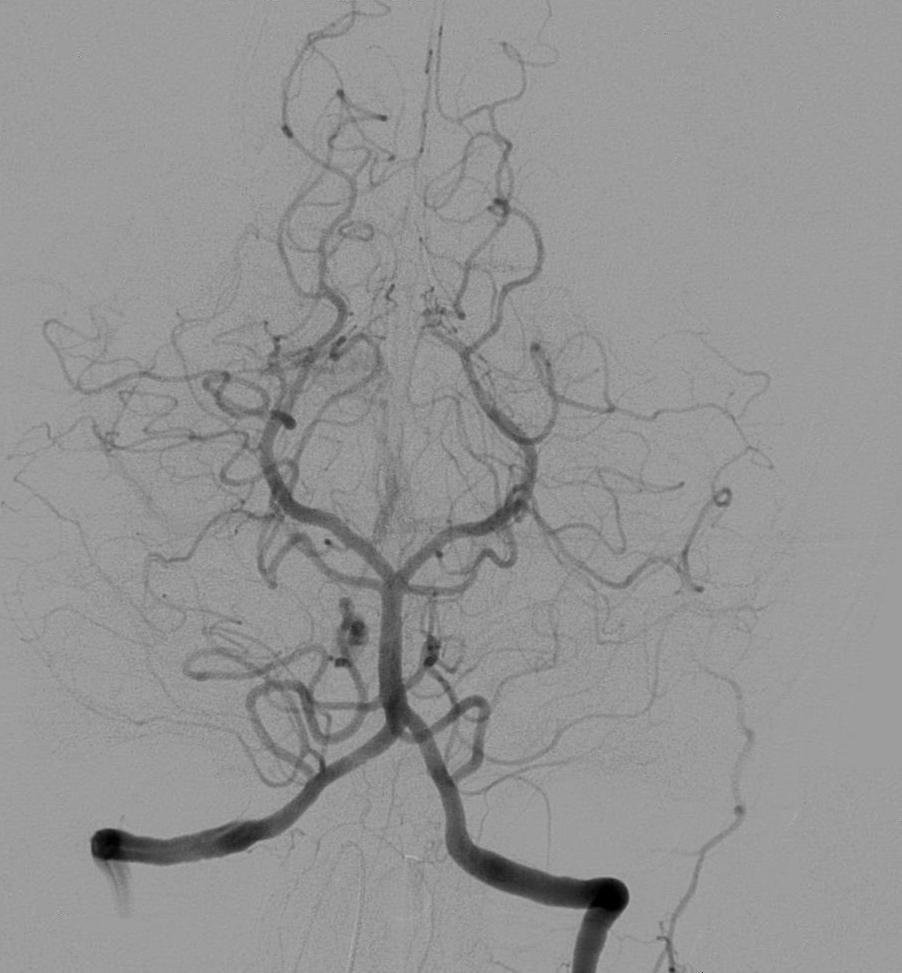
Obraz tętnic mózgu po dodaniu środka cieniującego. Na pierwszym planie tętnice kręgowe; dalej tętnica podstawna i wreszcie koło tętnicze mózgu.

Koło tętnicze mózgu, krąg tętniczy mózgu, pierścień tętniczy mózgu, koło tętnicze Willisa, krąg tętniczy Willisa (łac. circulus arteriosus cerebri, circulus arteriosus Willisi) – układ tętnic zaopatrujących mózgowie, leżących na jego podstawie. Nazwa eponimiczna upamiętnia angielskiego lekarza z XVII wieku, Thomasa Willisa.

## Naczynia
Na koło składają się (patrz schemat obok):
- tętnica szyjna wewnętrzna – lewa i prawa
- tętnica przednia mózgu – lewa i prawa
- tętnica łącząca przednia – pojedyncza
- tętnica łącząca tylna – lewa i prawa
- tętnica tylna mózgu – lewa i prawa[1][5].

Tętnica podstawna i środkowa mózgu, mimo że zaopatrują mózgowie, nie są uważane za składowe koła tętniczego.

## Znaczenie fizjologiczne
Ułożenie tętnic mózgu w koło tętnicze przeciwdziała niedokrwieniu mózgowia, ponieważ nawet w przypadku zwężenia lub zatoru jednej z nich krew nadal jest rozprowadzana dzięki pozostałym naczyniom. Warunkiem jest drożność wszystkich elementów koła tętniczego, co u człowieka nie zawsze ma miejsce z uwagi na dużą zmienność osobniczą koła. Tkanka nerwowa jest bardzo wrażliwa na niedotlenienie, a zmienność osobnicza koła tętniczego u człowieka jest wysoka, dlatego podwiązanie na dłużej już jednej tętnicy szyjnej wewnętrznej może być u ludzi niebezpieczne.

## Zakres unaczynienia
Gałęzie koła tętniczego mózgu zaopatrują całe mózgowie, zawartość oczodołu, okolice nosa oraz część opony twardej.

## Pochodzenie
Koło tętnicze bierze początek z trzech źródeł:
- od tętnicy podstawnej – która powstaje z dwóch tętnic kręgowych. Tętnice kręgowe biorą początek z tętnic podobojczykowych, która odchodzi po stronie lewej bezpośrednio od łuku aorty, natomiast po prawej od pnia ramienno-głowowego.
- od obu tętnic szyjnych wewnętrznych – powstałych z rozwidlenia tętnic szyjnych wspólnych, która odchodzi, po stronie lewej, bezpośrednio od łuku aorty, natomiast po stronie prawej od pnia ramienno-głowowego.

## Zmienność
Do najczęstszych anomalii dotyczących koła należą:
- brak lub hipoplazja jednej z tętnic przednich mózgu (25% przypadków);
- brak lub hipoplazja jednej lub obu tętnic łączących tylnych (20% przypadków);
- hipoplazja odcinka P1 tętnicy tylnej mózgu z płodowym odejściem tętnicy tylnej mózgu od tętnicy szyjnej wewnętrznej (15% przypadków);
- brak tętnicy łączącej przedniej występuje rzadko (0,3% przypadków).